# Diego Piquero
Diego Ruiz Piquero (Puente San Miguel, Cantabria, 10 de octubre de 1988), más conocido como Diego Piquero, es un exfutbolista y entrenador de fútbol español que dirige al Racing Cartagena Mar Menor Fútbol Club de la Segunda División RFEF.

## Trayectoria

### Como jugador
Piquero comenzó su carrera en como delantero en las categorías inferiores del Real Sociedad Gimnástica de Torrelavega y tras llegar a su jugar en su equipo juvenil, en la temporada 2007-08, firma por el CF Fuenlabrada de la Segunda División B de España, categoría en la que también formó parte de los equipos del Caravaca CF y CD Eldense.
Más tarde, formaría parte de muchos equipos de la Tercera División de España como el SD Noja, CD Torrevieja, Sociedad Cultural y Recreativa Peña Deportiva, Ibiza Sant Rafel Fútbol Club, CF La Nucía, Orihuela CF, Mar Menor Fútbol Club, Atzeneta UE, Callosa Deportiva Club de Fútbol y Club Deportiva Minera.
En la temporada 2023-24, comenzaría como jugador del Racing Murcia Fútbol Club de la Tercera Federación, pero a sus 35 años en enero de 2024, colgaría las botas para convertirse en entrenador.

### Como entrenador
El 3 de febrero de 2024, firma como entrenador del Mar Menor Fútbol Club de la Segunda División RFEF.
Actualmente, es el entrenador del SC Torrevieja, equipo que milita en la Lliga Comunitat 2025/2026.

## Clubes

### Como jugador
| Club                                          | País   | Año       |
| --------------------------------------------- | ------ | --------- |
| CF Fuenlabrada                                | España | 2007-2008 |
| SD Noja                                       | España | 2008-2009 |
| CD Torrevieja                                 | España | 2009      |
| Caravaca CF                                   | España | 2010      |
| Sociedad Cultural y Recreativa Peña Deportiva | España | 2010-2011 |
| Ibiza Sant Rafel Fútbol Club                  | España | 2011-2012 |
| Sociedad Cultural y Recreativa Peña Deportiva | España | 2012-2015 |
| CD Eldense                                    | España | 2015-2016 |
| Sociedad Cultural y Recreativa Peña Deportiva | España | 2016-2017 |
| CF La Nucía                                   | España | 2017-2018 |
| Orihuela CF                                   | España | 2018-2019 |
| Mar Menor Fútbol Club                         | España | 2019-2020 |
| Club de Fútbol Intercity                      | España | 2020-2021 |
| Atzeneta UE                                   | España | 2021      |
| Callosa Deportiva Club de Fútbol              | España | 2022      |
| Club Deportiva Minera                         | España | 2022-2023 |
| Racing Murcia Fútbol Club                     | España | 2023-2024 |

### Como entrenador
| Club                                   | País   | Año             |
| -------------------------------------- | ------ | --------------- |
| Racing Cartagena Mar Menor Fútbol Club | España | 2024-actualidad |